# Prix de recherche AWM–Microsoft en algèbre et théorie des nombres
Le prix de recherche AWM – Microsoft en algèbre et théorie des nombres est un prix mathématique créé en 2012 et décerné tous les deux ans par l'Association for Women in Mathematics et Microsoft Research à une jeune chercheuse exceptionnelle en algèbre ou en théorie des nombres.

## Lauréates
- 2014 : Sophie Morel, pour ses recherches en théorie des nombres, en particulier ses contributions au programme Langlands, une application de ses résultats sur la cohomologie pondérée et une nouvelle preuve de la formule combinatoire de Brenti pour les polynômes de Kazhdan-Lusztig[1],[2].
- 2016 : Lauren Williams, pour ses recherches en combinatoire algébrique, notamment ses contributions sur le Grassmannien totalement non négatif, ses travaux sur les algèbres en grappes, et sa preuve (avec Musiker et Schiffler) de la fameuse conjecture de positivité de Laurent[3],[4].
- 2018 : Melanie Wood, pour ses recherches en théorie des nombres et en géométrie algébrique, en particulier ses contributions en statistiques arithmétiques et en géométrie tropicale, ainsi que ses travaux avec Ravi Vakil sur le comportement limitant des familles naturelles de variétés[5],[6].
- 2020 : Melody Chan, pour ses avancées à l'interface entre la géométrie algébrique et la combinatoire[7],[8].
- 2022 : Jennifer Balakrishnan (2022), pour ses avancées dans le calcul des points rationnels sur des courbes algébriques sur des champs de nombres[9],[10],[11].